# Doron Almog

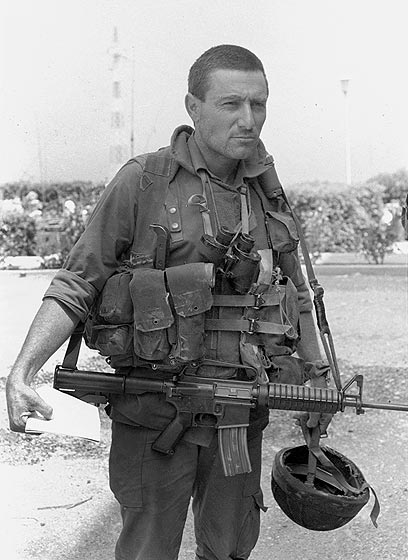
Almog während des Libanonkrieges 1982

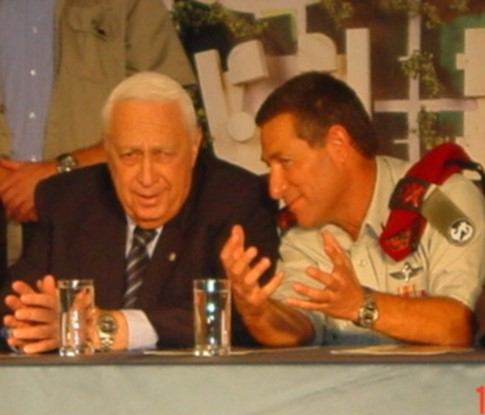
Doron Almog mit Ariel Sharon (2006)

Doron Almog (hebräisch דורון אלמוג; * 1951 in Rischon LeZion als Doron Avrotzky) ist ein israelischer Generalmajor der Reserve und ehemaliger Kommandeur des Südkommandos. Im Jahre 2016 erhielt er den Israel-Preis in Anerkennung seiner Lebensleistung. Mitte Juli 2022 wurde er zum Präsidenten der Jewish Agency gewählt.

## Hintergrund
Almog engagierte sich für die Wohltätigkeitsorganisation Aleh, die sich um Menschen mit Behinderung kümmert, zu denen auch sein autistischer Sohn Eran gehörte. Sein Sohn Eran starb 2007 im Alter von 23 Jahren. Almog ist der Gründer eines südisraelischen Hilfsdienstes, genannt Aleh Negev, der für Behinderte durch Unterbringung und medizinische wie soziale Dienste Unterstützung in einer Art dörflicher Wohnanlage schafft. Nach Erans Tod wurde der Dienst in Nachalat Eran umbenannt, der sich auch für die Integration der behinderten Menschen in die Gesellschaft einsetzt.
Fünf Mitglieder der Familie Almog aus Haifa starben am 4. Oktober 2003 durch einen Selbstmord-Bombenattentäter in Maxims Restaurant in Haifa: Ze'ev Almog, 71, seine Frau Ruth, 70, deren Sohn Moshe, 43, und Enkel Tomer Almog, 9, and Assaf Staier, 11. Dorons zweiter Bruder Eran, ein Panzerführer, verblutete im Jom Kippur-Krieg, in den Golan-Höhen.

## Operation Entebbe
Almog war an der Geiselbefreiung Operation Entebbe im Jahre 1976 beteiligt. Er war der erste Pilot, der die Landebahn für die nachfolgenden Flugmaschinen markierte und leitete anschließend die Eroberung des Flugkontrollturmes. Er war der letzte der den ugandischen Boden verließ, nachdem die 30-minütige Rettungsoperation geglückt war und mit den 105 Geiseln (3 Tote, 10 Verwundete) zurück nach Israel flog.

## Operation Moses
1984/1985 war Almog an der Luftbrücke zur Umsiedlung von 8.000 bedrohter äthiopischer Juden (Falascha oder Beta Israel), in der so genannten Operation Moses beteiligt (Wahrscheinlich starben mehr als 4000 Falasha schon vorher auf dem Flüchtlingstreck.).

## Southern Command
In den Jahren 2000–2003 war er Leiter des Southern Command des israelischen Militärs und damit für die Sicherung des Gaza-Streifens zuständig. An diesem südlichen Stationierungsort setzte sich Doron auch für die Rechte der Beduinen in der Negev ein. Er startete eine spezielle Ausbildungsinitiative, die vielen Beduinen ohne Schulabschluss ermöglichte, ein Hochschuldiplom zu erwerben. (Beduinen machen bis zu 25 % der Bevölkerung in der Region der Negev aus.)

## Anschuldigungen wegen Kriegsverbrechen
Als Leiter des Southern Command soll Almog im Jahre 2002 die Zerstörung von 59 Häusern in der Nähe von Rafah im Gazastreifen befohlen haben. Es werden zwei Grunde für diese Operation angegeben: erstens, als Maßnahme zur Verhinderung der Infiltration israelischen Staatsgebiets durch militante, palästinensische Gruppen (ein militärischer Übergriff, der den Genfer Konventionen zuwiderliefe), und zweitens zur mutmaßlichen Vergeltung für die Tötung israelischer Soldaten, ein Vorgang, der den Genfer Konventionen ebenso zuwiderliefe. Die israelische Regierung entgegnete, dass die Zerstörung der Häuser ein legitimer Akt der Selbstverteidigung und Grenzsicherung war, da die Häuser von palästinensischen Terroristen zur Vorbereitung von Anschlägen genutzt worden seien. 
Am 11. September 2005 entging Almog einer Verhaftung am Flughafen London-Heathrow. Tags zuvor war gegen ihn ein Haftbefehl  wegen des Verdachts des Verstoßes gegen die Genfer Konventionen im Zusammenhang mit den Hauszerstörungen ausgestellt worden. Nach einem Hinweis durch den israelischen Botschafter Tzvi Hefetz blieb Almog im Flugzeug, um einer möglichen Verhaftung zu entgehen. Die Petition zur Ausstellung des Haftbefehls wurde von den Anwälten des Palestinian Center for Human Rights Daniel Machover und Kate Maynard eingebracht. Der Haftbefehl wurde vom Chief London Magistrate Timothy Workman vom Bow Street Magistrates’ Court ausgestellt und nach der Flucht Almogs aufgehoben, da er britisches Staatsgebiet verlassen hatte und damit nicht mehr unter der Jurisdiktion des Gerichtes stand.

## Prawer-Plan
Seit 2011 ist Almog der Vorsitzende des Komitees für die Umsetzung des umstrittenen Prawer-Plans, der die Legalisierung, bis zu diesem Zeitpunkt nicht durch die israelische Regierung anerkannter Beduinendörfer im Negev, sowie die Umsiedelung von 30.000 bis 40.000 Beduinen aus 35 nicht anerkannten Siedlungen der Region in zur Verfügung gestellte Neubauten vorsah. Aufgrund mangelnder Mehrheitsfähigkeit und Widerstands der Betroffenen, sowie des rechten als auch linken politischen Spektrums, wurde die Abstimmung in der Knesset über die Umsetzung des Plans im Dezember 2013 bis auf weiteres ausgesetzt.